# Abu Yusuf Yaqub ibn Abd al-Haqq
Abu Yusuf Yaqub ibn Abd al-Haqq, född 1212, död 1286, var regerande sultan av Marocko mellan 1269 och 1286. Han tillhörde marinidernas dynasti. Han blev marinidernas ledare 1258, och blev sultan av hela Marocko år 1269.